# 第十九代斯特拉斯莫爾和金霍恩伯爵西蒙·鮑斯-萊昂
第十九代及第六代斯特拉斯莫爾和金霍恩伯爵西蒙·帕特里克·鮑斯-萊昂（英語：Simon Patrick Bowes-Lyon；1986年6月18日—）是一名蘇格蘭貴族及地主，且是伊莉莎白王太后的曾侄孫、英王查爾斯三世的再從侄。2021年，西蒙承認其在格拉姆斯城堡性侵犯一名女子，被判入獄十個月。

## 生平
西蒙·鮑斯-萊昂出生於1986年6月18日，是第十八代斯特拉斯莫爾和金霍恩伯爵邁克爾·鮑斯-萊昂與第一任妻子伊莎貝爾·韋瑟羅爾所生的長子，父母二人其後在2005年離異。他在2016年繼承爵位前使用「格拉姆斯男爵」頭銜，並曾就讀於桑寧戴爾學校。
西蒙是伊莉莎白王太后（本姓鮑斯-萊昂）的曾侄孫，故循此也是英王查爾斯三世的再從侄。2002年，他在伊莉莎白王太后的葬禮上與父親及皇室成員一同緊隨王太后的靈柩送葬。
2016年2月27日，他的父親因癌症病逝，西蒙繼承爵位為第十九代斯特拉斯莫爾和金霍恩伯爵、第十七代萊昂子爵、第十九代萊昂和格拉姆斯男爵、第二十六代格拉姆斯男爵、第十七代格拉姆斯、坦納迪斯西德勞和史特拉迪希蒂男爵、第七代斯特雷特拉姆城堡的鮑斯男爵。
他在2019年遷入家族祖宅格拉姆斯城堡，並接管城堡的運作，更與負責蘇格蘭的旅遊公司合作，出租城堡的房間供旅客度假之用；西蒙於2017年便曾將城堡範圍內、曾經是伊莉莎白王太后童年寓所的格拉姆斯府翻修為一處自助式度假屋。在2016年至2018年間，西蒙也擔任方舟山風電場有限公司的董事。他同時也是斯特拉斯莫爾高地運動會的首領之一，該運動會每年夏季均在格拉姆斯城堡舉行。

## 爭議

### 超速駕駛
2010年，西蒙因在限速每小時60英里的道路上以每小時100英里的速度駕駛摩托車而被定罪，並被禁止駕駛九個月。

### 違反防疫規定
2020年6月，一份報告指控西蒙在2019冠狀病毒病疫情期間未遵守當時實施的防疫規定，外出前往位於200英里外達勒姆郡的霍爾威克小屋，他的管家則曾出門購買報紙。

### 性侵犯
2021年，西蒙被指控在2020年初於格拉姆斯城堡性侵犯一名前來參與城堡活動的26歲女子。同年1月21日，丹狄郡法院司法行政官阿利斯泰爾·卡邁克爾准許西蒙保釋候審，並將其列入暴力與性罪犯名冊。在《泰晤士報》的報導中，有部分聲音要求撤銷其斯特拉斯莫爾高地運動會的首領地位。
2021年2月23日，他被判入獄十個月，相關記錄會在暴力與性罪犯名冊中保留十年。他在服刑五個月後獲假釋。

### 醉酒駕駛
2023年11月10日，西蒙在柏斯治安法院被判酒駕罪名成立。他在事發時的酒精讀數為每100毫升呼氣內含55微克的酒精，超出22微克的法定標準約2.5倍。他和皇家檢察處及地方檢察官服務處達成了認罪協議，獲撤銷一項超速駕駛的指控，最終被禁止駕駛十六個月，並需支付1000英鎊的罰款。